# Моша Шоамовић
Моша Шоамовић (Ниш, 17. јун 1876 — Ниш, фебруар 1942) био је српски ликовни уметник јеврејско сефардског порекла. Припадао је генерацији уметника стасалих у Србији у првој половини 20 века. Као минхенски ђак, професор нишке гимназије, дародавац уметничких дала новооснованом нишком Музеју 1933. године, вредан педагог, активиста, учесник у друштвеном и верском животу Ниша, Шоамовић је дао значајан допронос развоју нишке културе прве половине 20. века.
Остаће запамћен и по томе што је прва опширнија истраживања његове биографије урадио Љубомир Никић, када се поводом изложбе у Сомборској галерији повела расправа о томе да Моша Пијаде и Моша Шоамовић нису иста личности.
Шоамовић је, као Јевреј, био један од 10.000 страдалника који су у Другом светском рату трагично завршили на нишком стратишту Бубањ. Његовом смрћу Ниш је изгубио једног вредног професора, педагога, добротвора и сликара портретисту.

## Живот и каријера
Моша Шоамовић, према непоузданим подацима рођен је 1876. године у Нишу, у трговачкој породици Шоамовић (од оца Бењамина и мајке Зумбуле).
У досадашњим истраживањима јављају се три године Мошиног рођења: 1876, 1879. и 1881. Прва се помиње у документу у коме, за време бугарске окупације, Црквеношколска јеврејска општина, дана 21. 2. 1917, на тражење Моше Шоамовића, издаје уверење да је рођен у Нишу 17. 6 1876, од оца Бењамина и мајке Зумбуле. Четири године касније, 5. 4 1921. иста Општина издаје друго уверење где се „на основу доказа" сазнаје да је рођен 15. 12 1879. годину. У уписници Минхенске академије ликовних уметности, у рубрици „године старости" за Мошу Шоамовића је наведено: 22. Како је то било 1903. године, значи да је рођен 1881. година. Иако би прва два документа могла имати вредност историјског извора, очигледно је да један, или чак обадва, нису веродостојни. Годину 1876. сусрећмо и у подацима Повереништва комисије за утврђивање ратних злочина. Ови спискови су сачињени 1945. годрше и чувају се у Јеврејском историјском музеју и Историјском архиву у Нишу. Исту годину наводи и аутор публикације „Јевреји-за-точеници Логора Црвени крст”, Љубомир Никић се у свом раду који се определио за исту. Како се, бар за сада, 1879. и 1881. година не наводе у другим документима и литератури, с већом сигурношћу можемо сматрати да је Моша Шоамовић рођен 1876. године.
Након заврешене највероватније јеврејске основне школе, Моша Шоамовић је уписао Прву нишку гимназију, у којој је у том периоду цртање предавао С. Никшић-Лала, који је запазио даровитост младог ученика. Претпоставља се да је на професорову идеју Моша наставио даље школовање.
Као питомац Потпоре, Моша Шоамовић је 1903. године уписао Краљевску академију ликовне уметности у Минхену у класи професора Раупа. На Академији и код истог професора заједно са Мошом студирао је и познати нишки сликар и академик Боривоје Стевановић (1878-1976), који је највероватније утицао на Мошу да се школује у Европи.
Нема поузданих података да је Моша Шоамовић завршио Академију, јер се средином 1907. године вратио у Ниш. У родном граду, запослио се као професор цртања и лепог писања у Нишкој гимназији у којој је радио до првих ратних дана 1914. године.
Године 1908. венчао се нишлијком Бертом Буном са којом је изродио двоје деце: сина Бору (1909) и кћерку Рахелу, удату Исаковић (страдала са сином и мужем). Породица је становали у Пашићевој ул. бр. 51 у Нишу.
За време Првог светског рата Моша је живео као избеглица у Крагујевцу (1915—1919), у коме је прво 1918. био наставник за предмета вештине, у општинској реалној гимназији, а потом је и једно кратко време по ослобођењу радио у Крагујевачкој гимназији као професор цртање и писање.
Време између два рата Моша Шоамовић је провео на дужности учитеља предмета вештине у Нишу, где је предавао цртање и писање, у Мушкој гимназији, а повремено и у Првој стручној продужној школи, популарно названој занатлијска. На тој дужности дочекао је и 1941. годину - Први светски рат, непријатељску окупацију, и холокауст Јевреја.
Моша Шоамовић је био повучен и неупадљив човек, понека спреман на шалу, који није волео да се хвали и показује своје цртеже, а; 
…цртао је много: на седници, у учионици, на екскурзији, пред каквом занимљивом турском кућом, на „дрвеној пијаци" где промиче питорескна колона србијанских сељака. Стога је за жаљење што се свега двадесетак радова сачувало.
Тачан датум смрти, као и рођења, Моше Шоамовића, није познат (највероватније је то фебруар 1942), када је као припадник јеврејске верске заједнице засигурно делио судбину већине својих суграђана Јевреја. Током прве године рата 1941. године, месеца октобра, Моша је ухапшен и одведен у Концентрациони логор Црвени крст у Нишу, где је поуздано се зна био у заточеништву све до 12. фебруара 1942. године, када је група затвореника (105) извршила пробој и бекство из логора. У знак одмазде Немци су одмах започели масовно стрељење, око 1.800 логораша. Први на удару били су сви Јевреји, који су до тог датума затекли у логору. Њихова коначна ликвидација на Бубљу завршена је 17. и 19. фебруара 1942. Тада је највероватније страдала и трочлана породица Шоамовића, чија су тела завршила у једну од претходно ископаних рака на стратишту Бубањ.
Када је трагично завршио на нишком стратишту Бубањ, имао је нешто више од 60 година. Није то била дубока старост да нам не би могла подарити још који занимљиви портрет или пејзаж. Судећи на основу забележених критика са почетка овог века и анализирајући радове из збирке Народног музеја у Нишу, можемо закључити да је овај град у ратним страдањима изгубио свог вредног портретисту.

## Дело
Улога Моше Шоамовића у запрложеној нишкој култури с прве половине 20. века најзначајнија је у области просветитељства (просвете) него сликарства. Као вишегодишњи гимназијски „учитељ вештина" он је образовао бројне генерације ученика, просвећујући их у правом смислу те речи. Моша ће остати у историји Нишког школства запамћен као вредан педагог, добар методичар, активан у друштвеном животу школе, омиљен мећу колегама и сарадницима.
Признати српски сликар Бора Барух и још много будућих нишких сликара озбиљније је почело да се бави сликарством у Првој нишкој гимназији, захаљујући поукам Моше Шоамовића њиховог наставника ликовног.
Моше Шоамовића је свесрдно помагао јеврејску црквеношколску општину, и био је међу првима који су се укључили у организацију заштите културних добара са подручја Ниша и околине. Као учесник Прве годишње скупштине Музејског друштва, би је међу првим дародавацима и својим ликовним делима, помогао оснивање завичајне галерије Народног музеја у Нишу.

### Ликовно стваралаштво
Тематика ликовног интересовања Моше Шоамовићa претежно је била портрет, техника-цртеж. То на неки начин потврђује и податак да су његови радови које поседује Народни музеј Ниш највећим делом изведени оловком. Ово Мошино опредељење највероватније је настало у Минхену где је студирао код Раупа, који, према подацима из његове биографије, водио цртачки одсек.
Шоамовић није стварао по неком шаблону, већ је преносио на цртеж оно што би тренутно привукло његову пажњу. На Мошиним цртежима некад је то била дечија глава, довољно интересантна да сликар не разрађује доње партије. Други пут је сликао цело попрсје или и допојасни портрет, и на њему понекад додавао помоћни мобилијар: столицу, сто итд. Позадина Мошиних портрета у већини случајева је слободна, са понеком нужном интервенцијом, тек толико да се јаче истакне први план и наговести правац осветљења.
Шоамовићева линија је, реалистичка и сигурна, цртеж мекан, разгибан, најчешће без оштрих ивица. Док је акцентуацију остваривао наглашенијим трагом оловке, задебљањима, али и простором светлих партија, које би требало да означе граничне тачке на које пада светлост.
Општи утисак о Мошиним цртежима је њихова живост, нешто се увек догађа, линија није у стању мировања. То је коректан, осмишљен цртеж, без анатомских незграпности. Ситна одступања у детаљима руку занемарљива су, с обзиром да пажњу привлачи лице као основни носилац поруке.

#### Изложбе слика
У јавном уметничком животу Моша Шоамовић наступао је ретко, а на уметничким изложбама за живота, према досадашњим сазнањима излагао је углавном на колективним изложбама и то укупно пет пута.
| 1908. | Београд, Аутопортрет и Студије I—IV, Прва изложба Српског уметничког удружења, Основна школа код Саборне цркве у Београду.       |
| 1910. | Сомбор, Портрет - глава дечака, Прва српска уметничка сликарска и вајарска изложба у Угарској.                                   |
| 1913. | Ниш, Портрети и Студије, заједно са Никшићевим историјским композицијама и Крстићевим иконама за иконостас Саборне цркве у Нишу. |
| 1921. | Сомбор, Студије I—VI, Изложба ликовних уметника из Београда, у групи независних уметника.                                        |
| 1931. | Ниш, Изложба 115 Шоамовићевих дела, Свечана сала Мушке гимназије, у организацији Удружење ликовних уметника Моравске бановине.   |